# Alexander Segger George
Alexander Segger George (East Fremantle, 4 aprile 1939) è un botanico australiano.
Egli è la massima autorità sui generi di piante Banksia e Dryandra. 
Il genere "bizzarro" delle Restionaceae Alexgeorgea fu denominato in suo onore nel 1976.

## Biografia
A vent'anni, nel 1959, entrò presso il Western Australian Herbarium come assistente di laboratorio.
Lavorò alle dipendenze di Charles Gardner per un anno, prima del pensionamento di quest'ultimo, e in parte gli fu riconoscente, contraccambiando un interesse per le banksie. 
Nel 1963 si laureò con un Bachelor of Arts dell'University of Western Australia e nell'anno seguente conseguì anche un major in botanica.
Proseguendo le sue attività presso il Western Australian Herbarium come botanico, nel 1968 fu assunto come Australian Botanical Liaison Officer (ufficiale botanico australiano di collegamento) presso i Royal Botanic Gardens di Kew, Londra. 
George manifesta cnhe interessi in campo storico, particolarmente della biografia storica di naturalisti dell'Australia occidentale. 
Ha pubblicato innumerevoli articoli nel campo della storia, tra cui una storia della Royal Society of Western Australia e un tributo al naturalista e storico Rica Erickson. 
Nel 1999 pubblicò un libro sulle collezioni naturalistiche di William Dampier nel Western Australia intitolato William Dampier in New Holland: Australia's First Natural Historian.

## Attività professionale
Inizialmente George si specializzò nelle orchidee, ma la sua attenzione si spostò gradualmente verso le piante della famiglia Proteaceae e, in particolare, verso i generi Banksia e Dryandra. 
Contribuì ai testi dell'opera in tre volumi di Celia Rosser The Banksias, pubblicato tra il 1981 e il 2001, che contiene i disegni della Rosser per tutte le specie di Banksia. Nel 1981, Nuytsia pubblicò la sua epocale monografia "The genus ''Banksia'' L.f. (Proteaceae)", il primo trattato sistematico della tassonomia del genere Banksia sin da quando l'opera Flora Australiensis di George Bentham apparve negli anni '70 del XIX secolo.
Tre anni più tardi, pubblicò il popolare The Banksia Book e nell'anno seguente pubblicò An Introduction to the Proteaceae of Western Australia.  
Nel 1999, la sua tassonomia dei generi Banksia e Dryandra fu pubblicata come parte della serie di monografie Flora of Australia. 
Dal 1981 al 1993, George visse a Canberra e lavorò come Executive Editor per la serie Flora of Australia. La sua revisione estensiva del genere Verticordia, una disposizione che includeva nuovi taxa, fu pubblicata nel 1991 su Nuytsia. Successivamente ritornò a Perth, ove lavora come consulente botanico ed editoriale.
Egli è anche Ricercatore Associato Onorario del Western Australian Herbarium e Professore Associato Aggiunto alla Scuola di Scienze Biologiche della Murdoch University.

## Pubblicazioni
Il seguente elenco è una lista incompleta di libri, capitoli e articoli di giornali di cui Alex George era autore o coeditore.
Non include i numerosi volumi della serie Flora of Australia:
- Orchids of Western Australia (1969)
- A New Eucalypt from Western Australia (1970)
- A List of the Orchidaceae of Western Australia (1971)
- Flowers and Plants of Western Australia (1973)
- The Genus Banksia (1981)
- The Banksias (1981–2002, con Celia Rosser)
- The Banksia Book (1984)
- An Introduction to the Proteaceae of Western Australia (1985)
- "New taxa, combinations and typifications in Verticordia (Myrtaceae: Chamelaucieae)." Nuytsia (1991)
- Notes on Banksia L.f. (Proteaceae) (1996)
- Wildflowers of Southern Western Australia (1996, con Margaret G. Corrick e Bruce A. Fuhrer)
- Banksia in Flora of Australia: Volume 17B: Proteaceae 3: Hakea to Dryandra (1999)
- Dryandra in Flora of Australia: Volume 17B: Proteaceae 3: Hakea to Dryandra (1999)
- William Dampier in New Holland: Australia's First Natural Historian
- The Long Dry: Bush Colours of Summer and Autumn in South-Western Australia